# 西日本旅客鉄道山陽新幹線統括本部
西日本旅客鉄道山陽新幹線統括本部（にしにほんりょかくてつどうさんようしんかんせんとうかつほんぶ、英: West Japan Railway Company, Sanyo Shinkansen Head Office）は、大阪府大阪市淀川区にある、西日本旅客鉄道株式会社（JR西日本）の山陽新幹線の運行業務を行う組織。2022年の組織改正により、本社鉄道本部直属の新幹線鉄道事業本部から本社鉄道本部直属の新幹線本部と山陽新幹線の運行を担う地方機関として当本部が発足した。東海旅客鉄道新幹線鉄道事業本部とともに、日本国有鉄道新幹線総局の流れを汲んでいる。
本稿では同本部の前身にあたる、新幹線運行本部（しんかんせんうんこうほんぶ）、新幹線管理本部（しんかんせんかんりほんぶ）、新幹線鉄道事業本部（しんかんせんてつどうじぎょうほんぶ）についても扱う。

## 概要
JR西日本は民営化当初、1987年（昭和62年）4月1日に「新幹線運行本部」を設け、国鉄新幹線総局の山陽新幹線区間の業務を継承し、在来線が九州旅客鉄道（JR九州）管轄となる九州内の駅の管理業務も同本部が行うことになった。
しかし、「社員の効率的運用」を目的にわずか1年半後の1988年（昭和63年）10月に新幹線運行本部は廃止され、本州内の現業機関を含めた同本部の業務は沿線在来線所轄の支社に移管された。代わって九州内の駅ならびに現業機関を管轄する福岡支社が設置された。
これにより、東日本旅客鉄道（JR東日本）の新幹線各線と同様の組織形態（2018年度まで）が採られてきたが、JR福知山線脱線事故を契機に社内組織体制の見直しを行い、新幹線という特殊インフラを持っていること、新幹線鉄道事業の維持向上を目指して、2007年（平成19年）7月1日に「新幹線管理本部」を発足させ、各支社が扱っていた車両管理や施設保守など新幹線関係の現業機関と、東京指令所を一元管理することになり、福岡支社は存続するものの同本部の下部組織となった。新幹線関係を専門に統括する組織は19年ぶりの復活となった。また、西日本地区指令・広島地区指令・九州地区指令も新幹線一元管理を目的に2010年（平成22年）3月1日に山陽新幹線地区指令に統合し、同年7月1日には施設系統土木部門の在来線と新幹線の分離を行った。
さらに、2018年（平成30年）6月1日の組織改定により、新幹線事業における迅速な意思決定体制を目的として、新幹線管理本部と本社鉄道本部内各部署の新幹線部門が統合され、本社鉄道本部直属の「新幹線鉄道事業本部」へ改組された。福岡支社も引き続きその下部組織として存続され、改組に合わせて東京指令所の呼称を「東京新幹線総合指令所」に改称している。
2022年（令和4年）10月1日に新型コロナウイルス感染症による収益悪化のため、組織改正が行われた。それに伴い、山陽新幹線とJR西日本管理区間の北陸新幹線における輸送の安全確保に関する業務管理を主な管轄とする本社鉄道本部直属の新幹線本部と博多総合車両所に所属する車両の維持管理も含めた山陽新幹線関連の管理を管轄とする山陽新幹線における地方機関の「山陽新幹線統括本部」にそれぞれ分割改組された。また、福岡支社は引き続き山陽新幹線統括本部の下部組織として存続しており、結果として2018年5月以前の新幹線管理本部時代に近い組織形態に復することになった一方、それまで福岡支社が担っていた九州内に有る駅の管理業務は中国統括本部へと移管された。
2023年4月1日には新幹線保線区から新幹線保線技術センターに、さらに2024年6月1日は新幹線電気技術センターにそれぞれ統合された。コロナ禍により、収入が元に戻らないということをふまえて、コスト削減のため、統廃合を行った。

## 管轄路線
JR西日本では、新幹線鉄道事業本部時代まで駅業務も含めて直轄していた九州内のエリアを「博多・小倉エリア」と定義している。前述のように山陽新幹線統括本部への改組と同時に、九州内の駅業務は中国統括本部へ移管されたため、当本部は駅業務の管理を行っていない。
なお、北陸新幹線においては上越妙高以南は東日本旅客鉄道（JR東日本）新幹線統括本部の所属路線であり、かつJR西日本の新幹線路線としても現時点では独立していることから、白山総合車両所に所属する車両の維持管理も含めて金沢支社が直轄しているが、新幹線鉄道事業本部時代は新幹線輸送の安全確保に関する業務管理などで連携体制を採っていた（現在は当部署共々、本社の新幹線本部が連携する形となり、金沢支社の北陸新幹線を管轄する部署とは兄弟組織となる）。
路線
| 路線名     | 区間                                   | 営業キロ | 備考                                                                          |
| ---------- | -------------------------------------- | -------- | ----------------------------------------------------------------------------- |
| 山陽新幹線 | 新大阪駅 - 博多駅 （新大阪駅構内除く） | 644.0km  | 列車運行・線路設備管理のみ 駅運転・営業業務は近畿統括本部・中国統括本部の管轄 |
| 博多南線   | 博多駅 - 博多南駅                      | 8.5km    | 列車運行・線路設備管理のみ 駅運転・営業業務は近畿統括本部・中国統括本部の管轄 |
| 合計       | 合計                                   | 652.5km  |                                                                               |

## 車両基地
- 博多総合車両所
  - 岡山支所
  - 広島支所

## 乗務員区所

### 運転士
- 大阪新幹線運転所
- 広島新幹線運転所

### 車掌
- 大阪新幹線車掌所
- 広島新幹線車掌所

### 運転士・車掌
- 博多新幹線列車区

## 設備保守区所

### 新幹線保線技術センター
- 神戸新幹線保線技術センター（西明石）
  - （本所管轄）
    - 新神戸保線管理室
    - 西明石保線管理室

  - 姫路派出
    - 姫路保線管理室
    - 相生保線管理室
- 岡山新幹線保線技術センター
  - （本所管轄）
    - 岡山東保線管理室
    - 岡山西保線管理室

  - 福山派出
    - 新倉敷保線管理室
    - 福山保線管理室
- 広島新幹線保線技術センター（旧広島新幹線保線区と旧三原新幹線保線区を統合）
  - 三原派出
    - 三原保線管理室
    - 西条保線管理室

  - （本所管轄）
    - 広島第一保線管理室
    - 広島第二保線管理室
- 新山口新幹線保線技術センター（旧新山口新幹線保線区と旧新岩国新幹線保線区を統合）
  - 新岩国派出
    - 新岩国保線管理室
    - 徳山保線管理室

  - （本所管轄）
    - 新山口保線管理室
    - 新下関保線管理室
- 小倉新幹線保線技術センター
  - 小倉保線管理室
  - 博多保線管理室
  - 博多基地保線管理室

### 新幹線電気技術センター
- 岡山新幹線電気技術センター
  - 西明石派出
- 広島新幹線電気技術センター
  - 新山口派出
    - 新山口電力管理室
    - 新山口信号通信管理室
- 博多新幹線電気技術センター
  - （本所管轄）
    - 博多電力管理室
    - 博多信号通信管理室

  - 小倉派出
    - 小倉電力管理室
    - 小倉信号通信管理室

### 新幹線土木技術センター
- 神戸新幹線土木技術センター
- 岡山新幹線土木技術センター
- 広島新幹線土木技術センター
- 新山口新幹線土木技術センター
- 小倉新幹線土木技術センター

## 指令所
- 東京新幹線総合指令所（新幹線鉄道事業本部への改組に合わせ「東京指令所」から改称）